# The Heart Wants What It Wants
Singles de Selena Gomez
Slow Down I Want You to Know (en)
The Heart Wants What It Wants est un single de la chanteuse américaine Selena Gomez, extrait de son premier best of, For You. Il est sorti le 6 novembre 2014.

## Clips Vidéo
Le clip vidéo tourné en noir et blanc est réalisé par Dawn Shadforth . L'acteur Shiloh Fernandez apparaît dans la vidéo et interprète l'amoureux de Selena Gomez .

## Prestation live
Selena Gomez interpréta pour la première fois The Heart Wants What It Wants aux American Music Awards le 23 novembre 2014.

## Classement
| Classement (2014)                       | Meilleure position |
| --------------------------------------- | ------------------ |
| Allemagne (Media Control AG)            | 53                 |
| Australie (ARIA)                        | 33                 |
| Autriche (Ö3 Austria Top 40)            | 48                 |
| Belgique (Flandre Ultratop 50 Singles)  | 33                 |
| Belgique (Wallonie Ultratop 50 Singles) | 23                 |
| Canada (Hot 100)                        | 6                  |
| Danemark (Tracklisten)                  | 9                  |
| Espagne (PROMUSICAE)                    | 23                 |
| États-Unis (Hot 100)                    | 6                  |
| États-Unis (Digital Songs)              | 5                  |
| Finlande (Suomen virallinen lista)      | 25                 |
| France (SNEP)                           | 30                 |
| Hongrie (Rádiós Top 40)                 | 13                 |
| Irlande (IRMA)                          | 60                 |
| Norvège (VG-lista)                      | 13                 |
| Nouvelle-Zélande (RMNZ)                 | 19                 |
| Pays-Bas (Nederlandse Top 40)           | 62                 |
| Suède (Sverigetopplistan)               | 53                 |
| Suisse (Schweizer Hitparade)            | 52                 |